# Monteriggioni

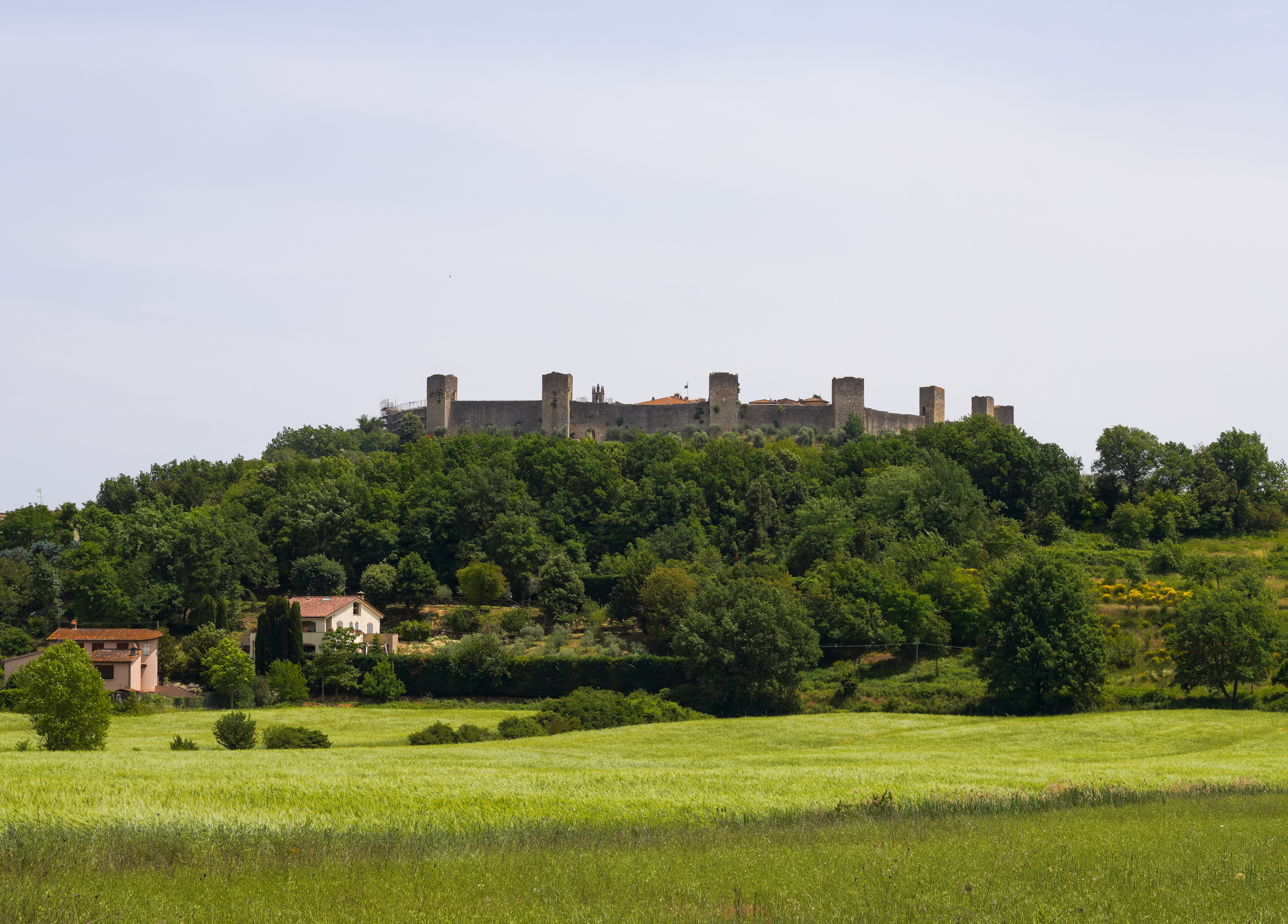
Widok na Monteriggioni

Monteriggioni – miejscowość i gmina we Włoszech, w regionie Toskania, w prowincji Siena.
Według danych na rok 2004 gminę zamieszkiwało 7877 osób, 79,6 os./km².

## Historia
Miejscowość została założona w 1203, a po roku 1213 ufortyfikowana murami o długości 570 metrów z 14 wieżami obronnymi, które zbudowało miasto Siena w celu zabezpieczenia się przed atakiem Florencji, z którą prowadziła wówczas wojnę. Zamek w Monteriggioni został zbudowany podczas panowania „podesty” Guelfo da Porcari w latach 1214–1219. Teren pod zamek został zakupiony przez rodzinę szlachecką da Staggia i był siedzibą antycznej faktorii Longobarda. Sama konstrukcja zamku przebiegała zgodnie z panującym standardami w Republice Sieny i miała pełnić głównie funkcję obronną. Wieża znajdująca się na Monte Ala zwrócona była na antyczny trakt Francigena tak, aby zapewniać stały podgląd okolicy i wzgórz dell’Elsa znajdujących się w pobliżu zamku. Zbudowanie zamku od podstaw było efektem nowoczesnej polityki republiki Sieny, która dotychczas zdobywała już istniejące zamki i prowincje, takie jak Quercegrossa. Mury zamku są zbudowane w całkowitej harmonii z otaczającymi wzgórzami, tak by były jak najbardziej stabilne. Cały zamek otoczony jest charakterystycznymi dla tego okresu carbonariami (węglarniami), które służyły do wytwarzania węgla z pozyskiwanych surowców naturalnych. Dzięki temu zamek w trakcie oblężenia był stale zaopatrzony w węgiel, co znacznie ułatwiało obronę przed inwazjami. Często w trakcie oblężeń zostawały one podpalane. Twierdza Monteriggioni została zdobyta przez Florencję na skutek zdrady komendanta dopiero w 1554 roku.

## Kultura popularna
W Boskiej komedii Dante przywołuje wieże strażnicze Monteriggioni w opisie kręgu gigantów strzeżących piekielnych otchłani:

però che, come su la cerchia tonda
Montereggion di torri si corona,
così la proda che 'l pozzo circonda
torreggiavan di mezza la persona
li orribili giganti, cui minaccia
Giove del cielo ancora quando tuona.

Bo jako mury Montereggione

Wysokie baszty uwieńczyły w koło,

Tak wał, idący do koła tej studni,

Połową cielska swojego obsiadły

Straszne olbrzymy, którym dotąd z nieba

Jowisz zagraża, kiedy ciska gromy

W grach Assassin's Creed II i Assassin's Creed: Brotherhood Moteriggioni jest zaściankiem należącym do Maria Auditore – wuja Ezia Auditore da Firenze, głównego bohatera wzmiankowanych gier. Na przełomie XV i XVI wieku w posiadłości górującej nad miejscowością mieści się siedziba asasynów, zaś w XXI wieku ukrywają się w niej współcześni asasyni uciekający przed templariuszami.
Monteriggioni pojawia się również w grze Twierdza jako jedna z map w trybie oblężniczym.